# Yaylaözü, Akçakent
Yaylaözü là một xã thuộc huyện Akçakent, tỉnh Kırşehir, Thổ Nhĩ Kỳ. Dân số thời điểm năm 2010 là 684 người.